# Pristimantis viridicans
Pristimantis viridicans är en groddjursart som först beskrevs av Lynch 1977.  Pristimantis viridicans ingår i släktet Pristimantis och familjen Strabomantidae. IUCN kategoriserar arten globalt som starkt hotad. Inga underarter finns listade i Catalogue of Life.